# Portugisiska inbördeskriget
Portugisiska inbördeskriget (portugisiska: Guerra Civil Portuguesa), även känt som Liberala krigen (portugisiska: Guerra Liberais), de Två brödernas krig (portugisiska: Guerra dos Dois Irmãos), eller Miguelistkriget (portugisiska: Guerra Miguelista), var ett krig mellan konstitutionalister och auktoritära absolutister i Portugal om vems tronföljden var, och varade mellan åren 1828 och 1834. Inblandade parter var Portugal, portugisiska rebeller, Storbritannien, Frankrike, Romersk-katolska kyrkan och Spanien. När kriget var över hade den konstitutionella monarkin slutligen återställts.